# برنارد موريس
برنارد موريس (بالإنجليزية: Bernard Morris)‏ هو لاعب كرة قدم أمريكية أمريكي، ولد في 29 مايو 1985 في أورلاندو في الولايات المتحدة.

## روابط خارجية
- برنارد موريس على موقع كلية كرة القدم في سبورتس رفرنس.كوم (الإنجليزية)